# 赫梅利尼茨基起义
赫梅利尼茨基起義（羅馬化：Khmelnychchyna）是1648至1657年間，烏克蘭中東部的扎波羅熱哥薩克人聯合東正教徒、克里米亞韃靼人及農奴反抗波兰立陶宛联邦的武裝起義，因由哥薩克領袖博赫丹·赫梅利尼茨基發起及領導而得名。這次起義最終導致哥薩克人於其勢力範圍建立哥薩克酋長國並脫離波立聯邦獨立，終結了聯邦貴族施拉赫塔及其猶太代理人對烏克蘭的統治，以及羅馬天主教會、聖經派和其他「租賃人」對教會的裁判權，為烏克蘭歷史上首次成立獨立主權國家。
然而新獨立的哥薩克國因無力獨自應對強大的聯邦陸軍，故數年後即與沙俄結盟，國內隨即爆發親波派與親俄派內訌，最終導致其逐漸淪為沙俄附庸。另一邊廂，波立聯邦於該一時代同時受哥薩克起義以及瑞典、俄羅斯入侵等內憂外患內外交煎，最終導致國勢大幅衰敗，史稱大洪水时代。

## 背景

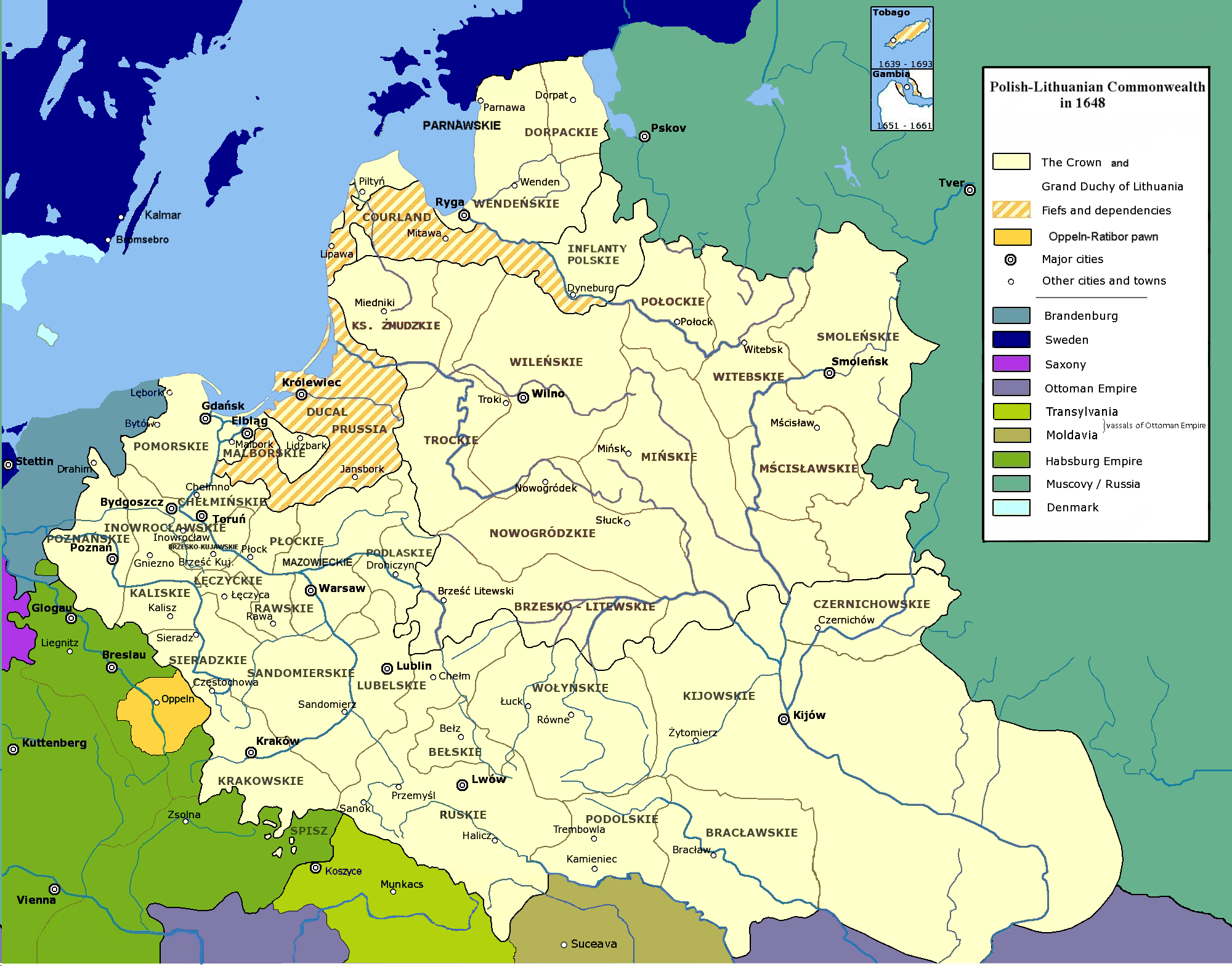
1648年的波兰立陶宛联邦

随着波兰立陶宛联盟在1385年建立，越来越多的鲁塞尼亚地区逐渐并入一个强盛的贵族共和国——波兰立陶宛联盟中。1569年，卢布林联合在同意建立波兰立陶宛联邦的情况下，将立陶宛大公国南部的鲁塞尼亚地区——沃尔希连省、布拉茨瓦夫省、基辅省——并入波兰王国王冠领地。虽然当地贵族享有联邦贵族的全部权力，但因为被波兰文化同化的关系，他们与低下阶层不合。这类贵族与上层的波兰族权贵一齐镇压低下阶层的鲁塞尼亚人，并且引进了反宗教改革传教士，使用犹太租赁人来经营他们的土地。 
当地的东正教传统也在1448年受到了莫斯科大公国的冲击，因为这时的莫斯科大公国获得了教权。在北方俄罗斯的权力不断增长，它试图收复基辅罗斯的旧疆。随着君士坦丁堡被攻破，俄罗斯开始宣称东正教的中心主教现在是莫斯科与全罗斯主教。天主教对东正教的冲击于1596年的布列斯特联合达到极点，这个联合试图通过让处在现在的波兰立陶宛联邦疆土内的乌克兰、波兰和白俄罗斯的东正教会与罗马教皇联盟，来保持这些教会的自主权。在所有人尚未团结在一个教会之下时，自治的观念深入该地区，并在波格丹·赫梅利尼茨基的军事行动中浮出水面。

## 赫梅利尼茨基的角色

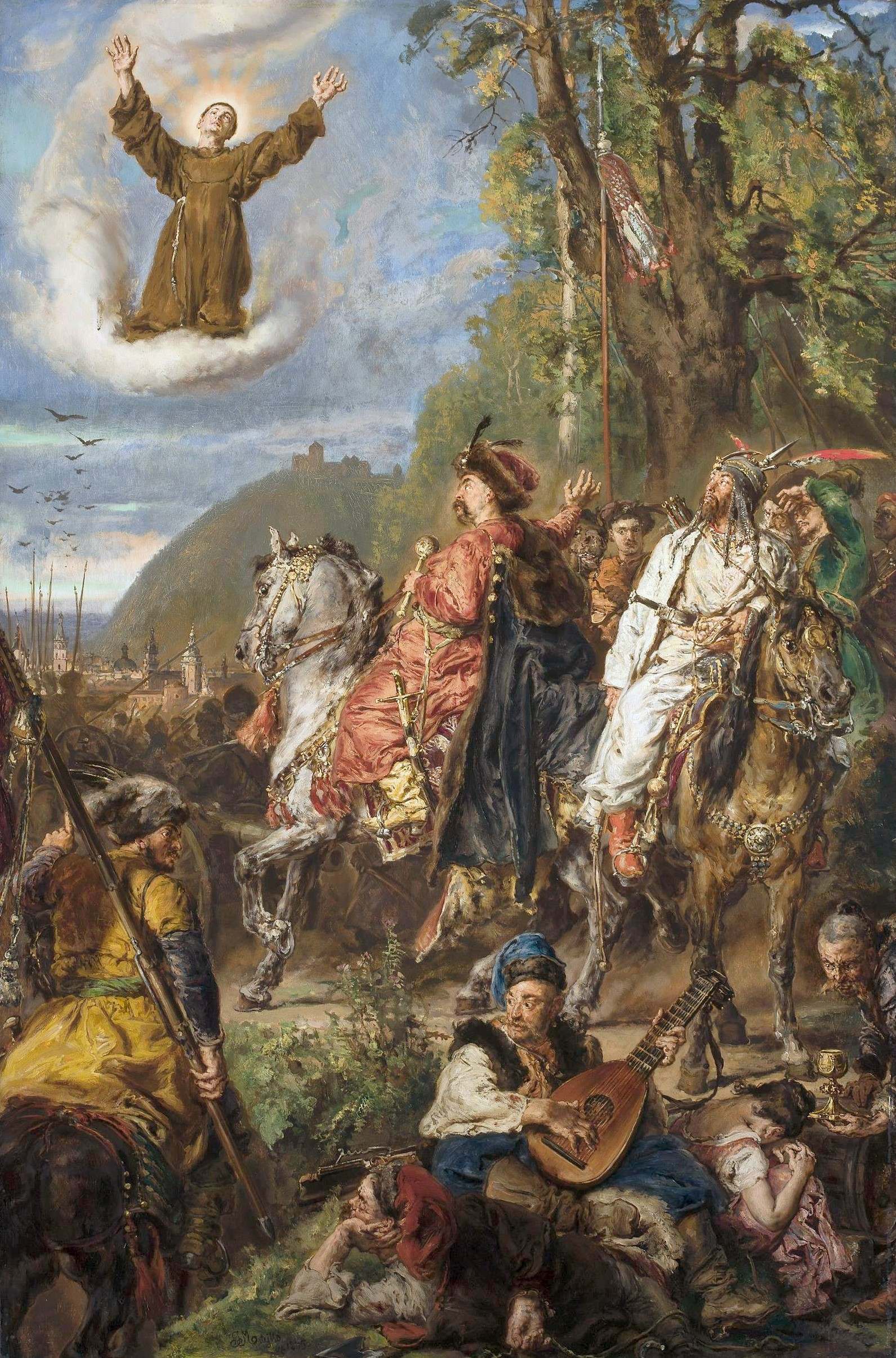
波格丹·赫梅利尼茨基（左）与图海·贝伊（右）在利沃夫，油画，扬·马特耶科于1885年作，陈列在华沙国家博物馆

波格丹·赫梅利尼茨基乌克兰贵族出身，曾接受耶稣会教育。他在22岁时，与父亲一起在联邦服役，在摩尔多瓦权贵战争中与奥斯曼帝国交战，遭土耳其人俘虜。於君士坦丁堡被奴役兩年後，他回归登记哥萨克的生活，与妻子和几个孩子住在家乡蘇博蒂夫。他参与了王室大指挥官斯坦尼斯瓦夫·科涅茨波尔斯基发动的几场战役，曾率领代表团到华沙——国王瓦迪斯瓦夫四世那里，并大体上在哥萨克中较受尊重。但继承指挥官科涅茨波尔斯基权贵土地的亚历山大·科涅茨波尔斯基试图夺走赫梅利尼茨基的土地，这也让赫梅利尼茨基的人生轨迹发生改变。1647年，奇希林长老（地方王室政府首脑）丹尼爾·查普林斯基为了亚历山大的利益，公开侵扰赫梅利尼茨基，试图逼他离开土地。赫梅利尼茨基的土地在苏博蒂夫遇袭两次，这让赫梅利尼茨基损失惨重，儿子尤里惨败，直到赫梅利尼茨基举家迁至他在黑黑伦的亲戚家后，这种迫害才消停。赫梅利尼茨基曾两次来到华沙，来寻求国王的帮助，但也只发现国王既不愿意帮忙，也无力与权贵相抗。
赫梅利尼茨基在未能得到波兰官方支持后，转而寻求他的哥萨克朋友与下属的帮助。他发现哥萨克遭受波兰人不公平待遇的事件不止在他的团发生多起，在全部落也都有发生。赫梅利尼茨基在1647年秋都在来回寻访哥萨克各团，并与全乌克兰的各个哥萨克领导人磋商。赫梅利尼茨基的这个举动让波兰当局起了疑心，因为哥萨克起义在波兰时有发生，他于是迅速地停止寻访。上校米哈伊洛·克雷赫夫斯基利用他的土地和一大群支持者来帮助赫梅利尼茨基，他朝着扎波罗热哥萨克进发。
瓦迪斯瓦夫四世支持的进军奥斯曼帝国的计划遭到瑟姆否决，而这时的哥萨克已经处在了起义的边缘。哥萨克人已经准备好进攻奥斯曼帝国了，这是他们的“传统事业”，也是一获利颇丰的任务（在17世纪最开始的25年内，他们几乎每年都要侵袭黑海海岸一次），这时他们对波土和约中阻止他们进行海盗活动的条款非常愤怒。
但是，要不是赫梅利尼茨基的军事才能，哥萨克起义也许会以和从1637年到1638年的大起义一样的方式失败。他（曾参与1637年起义）意识到，具有精良步兵的哥萨克不会希望同波兰骑兵较量，这时的波兰骑兵可能是那时全欧最强的骑兵。但是，如果将哥萨克的步兵与克里米亚鞑靼人的骑兵结合在一起的话，也许就会從中制造出一支兵力均衡的军队，并给予哥萨克击败波兰军队的机会。
赫梅利尼茨基试图缓和哥萨克与鞑靼人之间长达一百年的敌意。他也通过同意将奴隶或基督徒俘虏（最开始是波兰战俘，但后来是将乌克兰的整片地区提供给鞑靼人，整片地区上的人鞑靼人可以随便抓（包括在1569年后，“集体”迁往乌克兰领地的犹太人），之后在卡法的奴隶超市将他们卖出去）提供给克里米亚汗，让哥萨克在心中形成“基督徒保护者”的概念。

## 起义
1648年1月25日，赫梅利尼茨基将由300到500名哥萨克组成的分遣队带到扎波罗热部落，并很快杀死了受联邦派遣，把守大门的卫兵。他曾经在部落中利用自身的雄辩本领与外交才能，很快鼓舞起受压迫的鲁塞尼亚人的斗志。在他的手下击退了试图重夺部落的联邦军队时，更多人加入到他的事业。在月末，哥萨克大会选举他为酋长。赫梅利尼茨基利用他大部分资源来征募更多战士。他将使节送往克里米亚，命令克里米亚鞑靼人通过秘密攻击他们的共同敌人——联邦，来加入他的行列。
1648年4月，起义的消息传播到整个联邦。也许是因为他们对这次起义的规模估计不足，或者说他们想要尽快封锁消息，联邦王室大指挥官米克瓦伊·波托茨基与王室陆军指挥官马尔钦·卡利诺夫斯基在没有等待亲王耶热米·维希尼奥维茨基的增援部队的情况下，将3000兵马派遣到赫梅利尼茨基那里，这支部队由波托茨基之子斯特凡指挥。赫梅利尼茨基很快集结他的军队，与他的敌人（尚在途中）在若夫季沃德交锋，在这场战役中，有很多波蘭立陶宛联邦一方的納編哥薩克反戈一击，转而拥护赫梅利尼茨基。这次战役接下来，便是联邦军队在科爾孫戰役中的溃败，波托茨基和卡利诺夫斯基双双被鞑靼人俘虏，监禁。
除了主力部队与军事领导人的损失之外，国王瓦迪斯瓦夫也在1648年逝世，抛下了六神无主，一片混乱的波兰王冠领地。贵族被农民赶得四处逃窜，他们的宫殿与土地也被夷为平地。而赫梅利尼茨基的大军一直都在向西进发。
赫梅利尼茨基在白采尔科维停下了他的军队，并向波兰王冠领地提出一系列要求，其中包括增加哥萨克軍納編人數、恢复被迫减少对东正教忠诚的教会、发给哥萨克工资，这笔工资已经欠了5年了。
在这一点上，农民起义的消息会让像赫梅利尼茨基这样的世袭贵族心烦；但是，在与顾问讨论从各地收集到的资料后，哥萨克领导层马上意识到，自治的可能性已经达到了唾手可得的地步。虽然赫梅利尼茨基与贵族和权贵之间的个人恩怨影响了他，让他成为了革命者，但是成为鲁塞尼亚国家的统治者才是他的抱负，这也是让这场起义从单纯的暴动发展成民族运动的原因。赫梅利尼茨基让他的军队在皮利亚夫齐战役中参与一起农民起义，给了微弱不堪，精疲力竭的波兰军队又一沉重的打击。

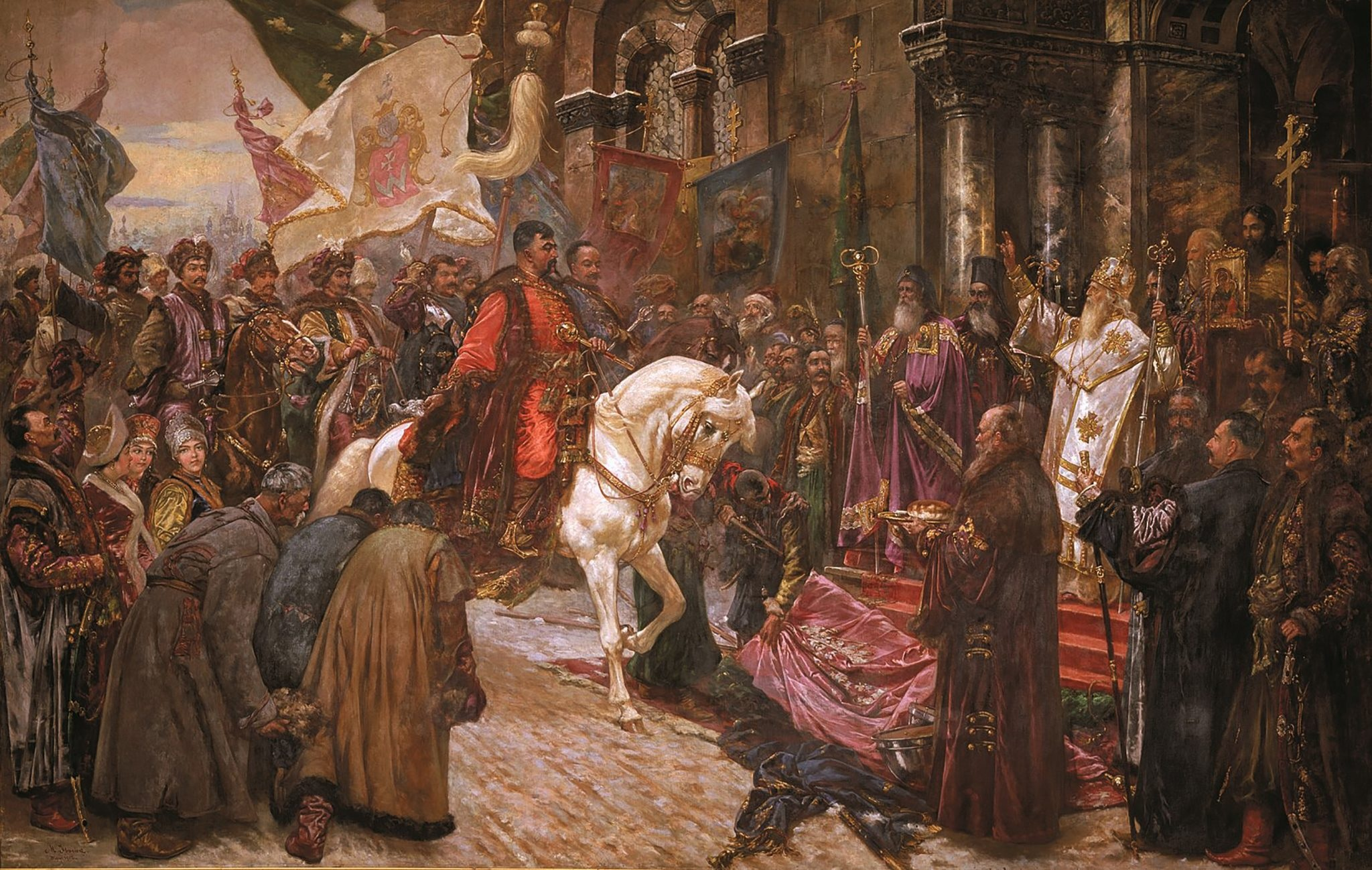
波格丹·赫梅利尼茨基进入基辅

联邦利用二十萬红古尔登作为交换，来说服赫梅利尼茨基不去围攻利沃夫。他后来在扎莫希奇休息，等待波兰新国王的当选。赫梅利尼茨基在确信约翰二世·卡齐米日不会干涉他在鲁塞尼亚的计划后，他在1648年的圣诞节于基辅进行了一场欢欣鼓舞的入城仪式，在那里他被赞为“遭受波兰奴役者的摩西、救星、救世主与解放者……全罗斯赫赫有名的统治者”。在1649年2月与一个由议员亚当·基西尔领导的波兰代表团在佩列亚斯拉夫谈判时，赫梅利尼茨基宣称，他是“罗斯全权独裁者”，并称他“在乌克兰、波多利亚和沃尔希连……在他远及利沃夫、海乌姆和加利奇的土地与公国上，享有足够的权力。”在波兰使节的耳中，这句话很明显，就是说赫梅利尼茨基不再将自己仅仅定位为扎波罗热哥萨克的领导人，而是一个独立国家的领导人，而且开始对罗斯的主权提出要求。一篇在维尔纽斯写就，颂扬赫梅利尼茨基（1650年-1651年）的颂词这么解释道：“在波兰，这是国王约翰二世·卡齐米日·瓦萨，在罗斯，这是酋长波格丹·赫梅利尼茨基”。
在兹巴拉日与兹博里夫战役后，赫梅利尼茨基在兹博里夫条约中，为哥萨克赢得很多特权。但在战争重新开始时，他们过去的盟友克里米亚鞑靼人抛弃了他们，在哥萨克在别列斯特赫科战役惨败后，赫梅利尼茨基被迫在白采尔科维承认戰敗。一年后，哥萨克在巴托赫战役中雪耻。

## 影响

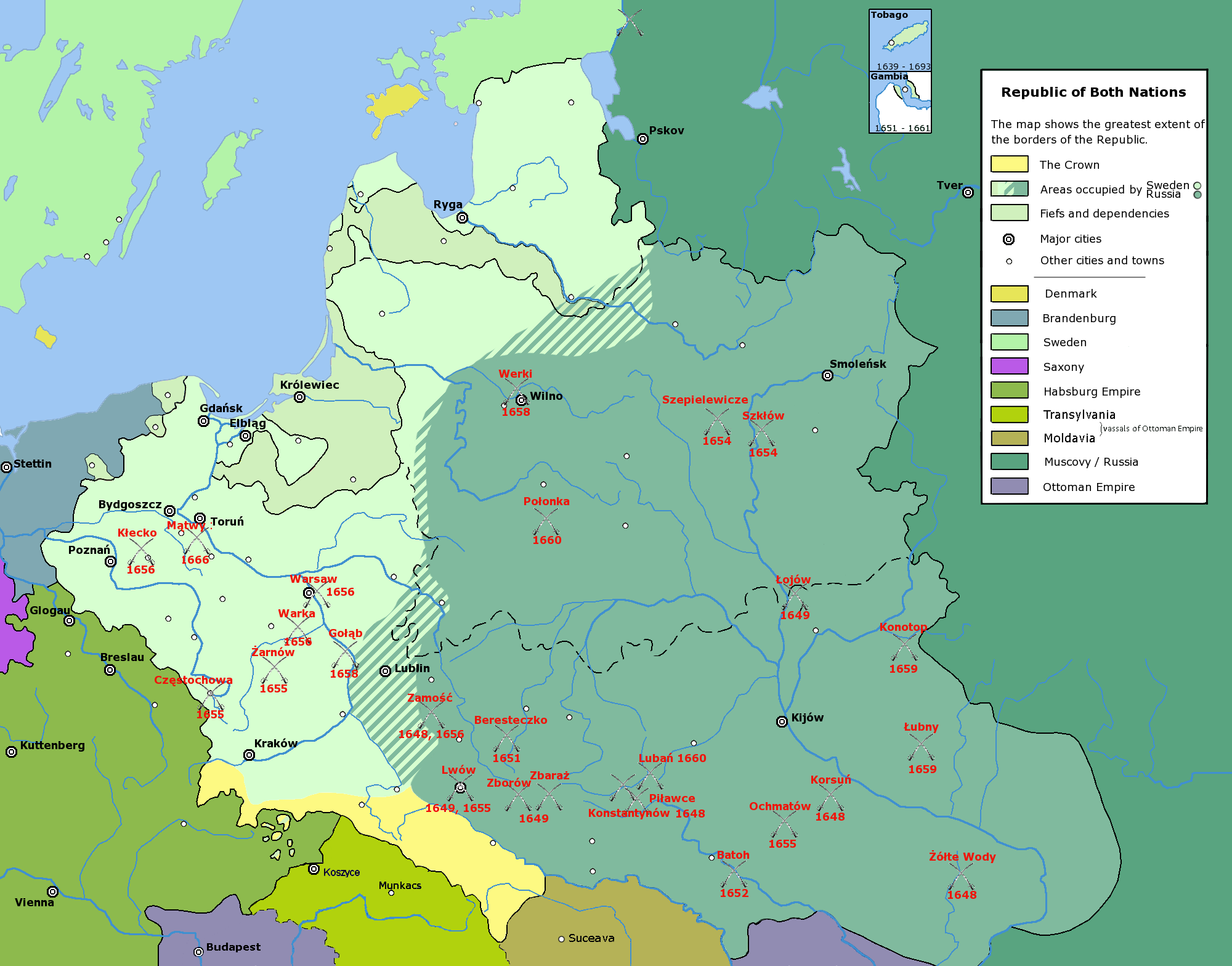
波兰立陶宛联邦统治区域的缩小

在几个月之内，几乎所有的波兰族贵族、官员和神父被杀，或被逐出现在的乌克兰。联邦因这次起义而损失了至少100万人；犹太人死伤极为惨重，因为他们是贵族政权人数最多，且最易见到的代表。
起义开启了波兰历史的一个时代——大洪水（其中包括瑞典对联邦的入侵），这次起义虽然暂时地让乌克兰人脱离了波兰的统治，但很快，他们又落入俄罗斯人的手中。1654年，赫梅利尼茨基因部下被连年的战事削弱，劝说哥萨克在佩列亞斯拉夫條約中，与俄沙皇合作，这个条约也引发了俄波战争 (1654年-1667年)。虽然联邦（在1658年的哈蒂亚奇条约中）试图赢回对哥萨克的影响力，但是條約很快在下層烏克蘭人的反對下擱置失效，新的哥萨克酋長國領袖甚至变得更忠于俄国。随着联邦国力日衰，哥萨克越来越融入俄罗斯帝国，而他们的自治权和特权也被日渐盘剥。18世紀初，因为部分哥萨克軍團在大北方战争時站在瑞典一边，以反抗俄國的彼得大帝，因此酋長國剩余的一点特权，也在戰后被完全夺走。在1795年让联邦覆灭的瓜分波兰的时候，很多哥萨克已经离开乌克兰，到库班河开拓殖民地去了。

## 備註
1. ↑  起义结束的日期在各个文献中都不相同。俄罗斯和部分波兰文献视佩列亞斯拉夫條約为起义结束的标志，将起义结束的日期定为1654年； [1]乌克兰文献视赫梅利尼茨基的逝世日期为起义结束的标志，将起义结束的日期定为1657年； [2][3]还有少部分波兰语文献视耶捷尔纳战役的结束视作起义结束的标志，将起义结束的日期定为1655年。起义的最后阶段与俄波战争发生重叠，这时哥萨克与俄军结为盟友。
2. ↑  或稱赫帥起義、赫梅利尼茨基之亂、波蘭-哥薩克戰爭
3. ↑  一說1654年。

## 进阶阅读
- Sysyn, Frank E. . A curse on both their houses: Catholic attitudes toward the Jews and Eastern Orthodox during the Khmel'nyts'kyi Uprising in Father Pawel Ruszel "Fawor niebieski". In: Israel and the Nations, (1987) xi-xxiv
- Rosman, Moshe (Murray) J. . Dubno in the wake of Khmel'nyts'kyi. In: Jewish History, 17,2 (2003) 239-255
- Yakovenko, Natalia . The events of 1648-1649 : contemporary reports and the problem of verification. In: Jewish History, 17,2 (2003) 165-178
- Kohut, Zenon E. . The Khmelnytsky Uprising, the image of Jews, and the shaping of Ukrainian historical memory. In: Jewish History, 17,2 (2003) 141-163
- Sysyn, Frank E. . The Khmel'nyts'kyi Uprising : a characterization of the Ukrainian revolt. In: Jewish History, 17,2 (2003) 115-139
- Serhii Plokhi. "The Cossacks and Religion in Early Modern Ukraine" – Oxford.: OXFORD UNIVERSITY PRESS, 2001
- Paul Robert Magocsi "A History of Ukraine" (784 pp) University of Washington Press, 1996, ISBN 0-295-97580-6